# Občina Črenšovci
Občina Črenšovci je ena izmed občin v Republiki Sloveniji, ki leži na skrajnem severovzhodnem delu Slovenije in južnem delu Prekmurja na levem bregu reke Mure, na predelu Dolinskega. Razprostira se na 34 km2 površine in vključuje naselja Črenšovci, Trnje, Žižki ter Gornjo, Srednjo in Dolnjo Bistrico. Vsa naselja so bila v preteklosti do danes tesno povezana zgodovinsko, kulturno, duhovno, gospodarsko in politično. Po podatkih iz leta 2022 ima občina 3.968 prebivalcev, ki zaradi zaposlitve ali šolanja dnevno migrirajo v okoliške in tudi daljne kraje. Center občinskega središča je v Črenšovcih, kjer se nahajajo občinska uprava, pošta, zdravstvena postaja, lekarna, župnijska cerkev, osnovna šola s športnimi objekti, vrtec, kulturni dom, gasilski dom, obrtno industrijska cona, samopostrežna trgovina in več gostinskih objektov. V občini sta dve osnovni šoli in dva vrtca. Vsako naselje pa ima tudi svoj gasilski dom in nekaj drugih infrastrukturnih objektov.
Ugodna lega na prostrani ravnini in rodovitni zemlji je že v preteklosti omogočila razvoj kmetijstva kot eno izmed primarnih gospodarskih dejavnostih. Danes se občina razvija v podjetništvo. To ji omogočajo ugodna prometna lega in infrastrukturne povezave, ki hkrati nudijo možnosti za vlaganje v industrijo, logistiko, izgradnjo poslovnih con in razvoj pripadajočih storitvenih dejavnosti. Velik neizkoriščeni potencial ostaja v turizmu. Čudovit svet ob reki Muri in potokom Črnec daje krajini svojstven pečat in nudi možnosti za sprostitev.
Za poseben utripu občine skrbijo različna društva z družbeno-kulturnimi dogodki, med katerimi že od leta 2007 odmeva poznan Jenamena fest.
Občina je s svojim aktivnim delovanjem na vseh področjih začela leta 1995.

## Grb občine Črenšovci
Grb Občine Črenšovci ima obliko ščita, z ovalnim spodnjim robom. Na srebrni podlagi je na desni strani jelšev list zelene barve, ki simbolizira Polanski log. V njem je žitni klas rumene barve, ki predstavlja rodovitnost prekmurske zemlje.
V levi polovici grba se nahaja simbol reke Mure, ki je ponazorjen s tremi vzporednimi valovi modre barve. Iz valov izstopa mlinsko kolo in simbolizira značilnosti krajev ob Muri. Nad mlinskim kolesom se nahajajo trije stilizirani plodovi drevesa črense, ki predstavljajo tri krajevne skupnosti v občini ter ponazarjajo ime občinskega središča in občine.
Grb so začeli uporabljati 28.01.1997.

## Naselja v občini
Črenšovci, Dolnja Bistrica, Gornja Bistrica, Srednja Bistrica, Trnje, Žižki

## Prebivalstvo
Sredi leta 2020 je imela občina 3.995 prebivalcev, od tega 1.993 moških in 2.002 žensk. Po številu prebivalcev se je med slovenskimi občinami uvrstila na 127. mesto. Območje občine je gosto naseljeno. Gostota naseljenosti je tu celo večja kot v celotni državi in znaša 119 prebivalcev na km2. Glede na pretekla obdobja v zadnjih 20 letih v občini sledimo trendu zmanjševanja števila prebivalcev na račun večjega števila umrlih kot je živorojenih. To potrjujejo statistični podatki z beleženjem negativnega naravnega prirastka. V letu 2020 je ta znašal -4,3 in je bil v zadnjih desetih letih največji. K ohranjanju števila prebivalstva prispeva selitveni prirast, ki je od 2018 ponovno pozitiven. V Občini prebiva več starejšega prebivalstva (nad 65 let) kot mlajšega (do 14 let). Leta 2020 je bila povprečna starost občanov nižja od slovenskega povprečja in je znašala 43,5 leta.
Statistika beleži težo zbranih komunalnih odpadkov na prebivalca, kjer so v občini Črenšovci v letu 2020 zbrali 229 kg, kar je mnogo manj kot v celotni Sloveniji (355 kg kom. odp./preb.).

## Zgodovinski razvoj občine Črenšovci
Ustanovitev občin sega v čas druge polovice 19. stoletja s pričetkom urejanja lokalne samouprave na Slovenskem. Pojavijo se novi uradi, razdelijo se nekoč veliki okraji, prvič popišejo prebivalstvo, nastane prvi kataster s katerim so uredili davčne in ostale bremenitve ljudstva. Nastanek lokalne samouprave na Slovenskem je povezan s podpisom provizoričnega zakona o občinah iz leta 1849. To je bilo obdobje, ko je Prekmurje pripadalo ogrskemu delo monarhije, ki je bilo že leta 1777 razdeljeno na dva komitata ali županiji, Železno in Zalsko. Del Prekmurja t. i. okraj Lendava, kateremu je pripadala tudi občina Črenšovci, je spadalo v županijo Zala s sedežem v Zaláégerszégu. Z uvedbo dualizma leta 1867 je Prekmurje pripadlo k ogrskemu delu države, v katerem se je upravna razdelitev razlikovala od avstrijske. Slovenci v tem obdobju niso bili deležni ugodnih časov, saj so se bistveno poslabšale možnosti za svoboden narodni razvoj. Sprejet je bil poseben zakon o poimenovanju občin in krajev s katerim so bila leta 1889 pomadžarjena vsa slovenska krajevna imena. Madžarščina je postala izključno učni jezik vse do državnopolitične združitve 1919 in celo do osvoboditve 1945.
Predhodno je upravno ureditev na Madžarskem urejal zakon o municipijih iz leta 1886, katerega temelj ureditve je bila županijska samouprava. Posebnost madžarskega dela habsburške monarhije so bile notaršije ali notariati z notarjem na čelu in so obsegale po več občin. Ena izmed njih je bila tudi občina Črenšovci.
Občina Črenšovci (madž. Cserencsóc) je bila ustanovljena leta 1871 z zakonom o organizaciji občin. Imela je status male občine in prav zaradi svoje gospodarske šibkosti se je skupaj z drugimi občinami povezovala v notarišije (madž. körjegyzőség) in tako pripadla notarišiji Črenšovci, okrajnemu glavarstvu Lendava in županiji Zala. Ko so bile s Trianonsko mirovno pogodbo dokončno določene razmejitvene črte z Madžarsko, je občina Črenšovci postala sestavni del Kraljevine Srbov, Hrvatov in Slovencev.
Po koncu 1. svetovne vojne je sledilo obdobje mnogih sprememb. Na pobudo Jožefa Klekla st. sta v Črenšovcih leta 1920 nastali prva hranilnica in posojilnica, ki sta leta 1930 odprli lastno poslopje Naš dom. Ta je obstajala do leta 1944. Med obema vojnama je v tedanji Kraljevini SHS sledil prehod na novo samoupravno in teritorialno ureditev države. Določeno je bilo, da ostanejo začasne dotakratne pokrajinske uprave, ki so jim načelovali pokrajinski namestniki. Po letu 1923 so te naloge prevzeli oblastni veliki župani. Leta 1922 je Prekmurje pripadlo Mariborski oblasti. Male vaške občine so ukinili 1935 in ustanovili novo združeno občino Črenšovci, ki je pripadala sodnemu okraju Dolnja Lendava.
V Kraljevini Jugoslaviji je leta 1929 z Zakonom o nazivu in razdelitvi kraljevine na upravna območja bila določena razdelitev obče uprave na banovine, sreze (okraje) in občine. Istega leta je v kraljevini z Zakonom o banski upravi nastalo 9 banovin. Območje Slovenije je spadalo v Dravsko, tudi Prekmurje. Občina Črenšovci je spadala v okraj Dolnja Lendava.
Obdobje 2. svetovne vojne je bilo za Prekmurje specifično. Sledilo je obdobje teritorialno-organizacijske kot sistemsko-pravne ureditve oblasti. Madžari so se leta 1941 povezali z Nemci, ki so že pripravljali načrte na Balkanu. Začetek 2. svetovne vojne Prekmurje ponovno pahne pod madžarsko oblast. Dolnjelendavski okraj je bil ponovno priključen k Zalski županiji, murskosoboški pa k Železni županiji. Okraja pod madžarskim glavarjem sta bila razdeljena na občine in notariate, ki so jih vodili notarji. Črenšovci (madž. Cserföld) so delovali kot notariat, pripadali pa so mu kraji Dolnja Bistrica, Gornja Bistrica, Srednja Bistrica, Trnje in Žižki, Beltinci, Odranci, Melinci in Ižakovci.
Leta 1943 sta soboški in lendavski okraj bila razglašena za vojno območje. Velike spremembe z ukinjenimi pravicami so občutili obe županiji, mesta in vasi. Celotna oblast je bila združena v rokah okrajnega nadglavarja. Oktobra leta 1944 je vojaško upravo v Prekmurju prevzela »Obmurska mejna obrambna skupina«, ki je obsegala območje Prekmurja in Medžimurja.
Po 2. svetovni vojni je Prekmurje postalo del Socialistične republike Slovenije. Po določilih zakona o upravni razdelitvi federalne Slovenije je bilo ozemlje Ljudske republike Slovenije razdeljeno na okrožja, okraje in kraje. Leta 1945 je bila ukinjena občina Črenšovci, ki je pripadla upravnemu področju Lendava.
Leta 1946 je v Sloveniji bilo veliko krajev, zato so v vsakem večjem kraju nastali ljudski odbori. Po Zakonu o upravni razdelitvi LRS iz aprila 1946 je bil kraj Črenšovci sedež KLO Črenšovci, še vedno pa je spadal v okraj Lendava. Obsegal je k. o. Črenšovci z naseljem Črenšovci, k. o. Trnje z naseljem Trnje in k. o. Žižki z naseljem Žižki. Septembra istega leta je bila upravnoteritorialna pristojnost KLO Črenšovci omejena le na naselje in k. o. Črenšovci.
Leta 1949 so nastale nove upravnoteritorialne enote, ki so delovale do leta 1951. Črenšovci so spadali v okraj Lendava, ta pa je spadal pod Mariborsko oblast. Teritorialna ureditev iz leta 1952 je občino Črenšovci, ki je tedaj prišla pod okraj Murska Sobota, sestavljalo 7 naselij: Črenšovci, Dolnja Bistrica, Gornja Bistrica, Srednja Bistrica, Trnje, Žižki in novo priključeni Odranci. Istega leta nastane Občinski ljudski odbor Črenšovci, ki ga ukinejo leta 1955.
Pomembnejša prelomnica je leto 1955, saj na slovenskem ozemlju pride do zmanjševanja števila občin. Črenšovci pridejo v okraj Murska Sobota in v občino Beltinci. Število okrajev in občin se je po tem letu postopno zmanjševalo. Ostali so le še 4 okraji. Prekmurje je pripadalo v okraj Maribor. Ponovno formiranje okrajev in občin sledi v letu 1964. V takratni Socialistični republiki Sloveniji od leta 1964 obstajala občina Lendava, ki ji je pripadalo območje Črenšovcev. Tako je ostalo vse do nastanka občine v samostojni Sloveniji.
Ustava iz leta 1974 je kot temelj socialističnega samoupravljanja postavila krajevno skupnost (KS). Ena izmed njih je bila tudi Krajevna skupnost Črenšovci.
Z nastankom samostojne in neodvisne države Republike Slovenije je bila leta 1991 sprejeta nova ustava. Z njo so bili spremenjeni dotedanjih temelji ureditve države in družbe. Spremembe v lokalni samoupravi prinesejo 29. maja 1994 izvedeni referendumi za ustanovitev novih občin v Sloveniji. Z Zakonom o ustanovitvi občin ter o določitvi njihovih območij je 3. oktobra 1994 bila kot ena izmed 147 občin ustanovljena tudi občina Črenšovci. Ta je prvotno vključevala naselja Brezovica, Črenšovci, Dolnja Bistrica, Gornja Bistrica, Mala Polana, Srednja Bistrica, Trnje, Velika Polana, Žižki. Sedež občine Črenšovci je bil v Črenšovcih. Naselja so se povezala v 3 krajevne skupnosti in sicer KS Črenšovci (naselja Črenšovci, Trnje, Žižki), KS Bistrica (Gornja, Srednja in Dolnja Bistrica) in KS Polana (Velika in Mala Polana ter Brezovica). Do ponovnega referenduma v Sloveniji pride leta 1998. Tako se od občine Črenšovci loči KS Polana, ki se formira v samostojno občino. V občini Črenšovci ostale le 6 naselij. Prav toliko jih je v občini tudi danes, saj je občina od leta 1998 ostala v enakem teritorialnem obsegu. Prvi izvoljeni župan je bil g. Anton Törnar, ki je županoval neprekinjeno do 2018. Nasledila ga je županja Vera Markoja, ki od 2022 županuje že drugi mandat. Občina Črenšovci je leta 2014 ukinila obe krajevni skupnosti, leta 2020 pa ustanovila 6 vaških odborov. To so vaški odbor Črenšovci, vaški odbor Žižki, vaški odbor Trnje, vaški odbor Gornja Bistrica, vaški odbor Srednja Bistrica in vaški odbor Dolnja Bistrica.
Občina ima svoj občinski praznik, ki ga praznuje 8. maja. Ta datum je povezan z nastankom kraljevske listine iz leta 1322.

## Znamenitosti v občini
Občina Črenšovci je bogata z kulturno dediščino, ki priča o dolgi in pestri zgodovini na območju sedanje občine. Med najpomembnejšimi so naslednje:
- Neorenesančna cerkev Sv. Križa iz leta 1860, glavna župnijska cerkev.
- Župnijski doma Svete družine v Črenšovcih.
- podružnična cerkev bl. Antona Martina Slomška na Gornji Bistrici.
- "Naš dom" ali tudi Kleklov dom, ki je danes sedež občine, krajevni in matični urad, poročna dvorana in fotograf.
- Doprsni kip Jožefa Klekla st. pred občinsko zgradbo.
- Park spominov, v središču katerega je postavljen spomenik padlim v 1. svetovni vojni, okrog spomenika so doprsni kipa dr. Franceta Cigana, dr. Ivana Zelka in Jožefa Godine.
- Spomenik prekmurske matere, postavljen leta 1965.
- Pomnik "Naši izseljenci".
- Spomenik " Živim in mrtvim".
- Spomeniku zbora aktivistov in simpatizerjev Osvobodilne fronte za Prekmurje pri Kamencih.
- Romski muzej Kamenci, odprt leta 2003.
- Rojstna hiša Ferda in Jožefa Godine na Dolnji Bistrici.
- "Domačija Krampač" - domačija dr. Ivana Zelka.
- Nekdanji samostan redovnic v Žižkih.
- Star gasilski dom Žižki - muzejska zbirka.
- Vaške kapelice in križna znamenja.
- Tinekov brod na Gornji Bistrici.
- Naravna dediščina: poplavni gozd ob reki Muri z bogato favno in floro.

## Regionalno in čezmejno sodelovanje
Občina Črenšovci sodeluje v čezmejnem projektu Mura Drava, s katerim se medsebojno povezujejo nekatere občine v Sloveniji in na Hrvaškem. Projekt ima svoj spletni portal Mura Drava TV.